# Mulm
 For alternative betydninger, se Mulm (flertydig). (Se også artikler, som begynder med Mulm)
Mulm er et gammelt dansk ord, der betyder "(natte)mørke". Det bruges i dag især i det faste udtryk i (nattens) mulm og mørke, men også i kunst og litteratur.

## Etymologi
"Mulm" er et gammelt dansk ord, der blandt andet er nævnt i Moths Ordbog fra omkring 1700. I tidligere dansk kendes også stavemåderne mulm, molm, muln og moln. Det er beslægtet med dialektordet mul, der betyder "mørk sky". Dialektalt kan "mulm" også netop betyde "tyk, mørk sky" eller "uvejrssky". Moln på svensk betyder ligeledes "sky".

## Anvendelse
Ordet bruges ikke meget i dagligsproget udover det faste udtryk "i mulm og mørke", der er et særligt såkaldt forstærkerordpar (med et fagudtryk kollokationsgeminat), dvs. to ord, der grundlæggende betyder det samme, men stilistisk bruges begge to for at forstærke effekten.
Det anvendes dog i litteratur og kunst. Kaj Munk skrev i 1943 i digtet De Faldne om de døde frihedskæmpere sætningen: I tændte for Danmark i dybest Mulm en lysende Morgenrøde. I et nyere eksempel skrev Niels Birger Wamberg sætningen "En af dagene ind mod jul, hvor mulmet blev tykt, stod jeg i det elektriske lys i gangen uden for konfirmandstuen" i sin bog Min far og mig, udsendt på Gyldendal i 1986. Teddy Vork udgav i 2020 en roman, hvis navn simpelthen var Mulm.
Det danske folk metal-band Svartsots andet studiealbum fra 2010 hed Mulmets viser. Heavy metal-gruppen Bersærks debutalbum fra 2015 hed også Mulm. Såvel i 2017 som 2024 blev der udgivet danske film med navnet "Mulm", nemlig Thomas Bo Mikkelsens kortfilm Mulm (film fra 2017) og Martin Vrede Nielsens gyserfilm Mulm (film fra 2024).